# Primærvalg
Et primærvalg er en indledende valgrunde, der har til formål at udvælge hvilke kandidater der skal opstilles til det egentlige valg. Primærvalg kan både være åbne og lukkede; de lukkede er kun for registrerede vælgere og minder således om urafstemninger i danske partier, mens de åbne er for alle.
Primærvalget udfylder således samme funktion som danske partiers landsmøder, årsmøder eller opstillingsmøder.
Primærvalg kendes bl.a. fra USA og Italien.

## Primærvalg i USA
I amerikansk politik er primærvalgene betydningsfulde, særligt i forbindelse med præsidentvalg.
Primærvalgene foregår som afstemninger i de enkelte stater, hvor vælgerne afgør hvor mange delegerede, der ved partikonventet skal stemme på hver af partiets kandidater. Primærvalgene begynder oftest med den lille stat New Hampshire og fortsætter i de øvrige stater frem til juni måned, hvor de sidste valg afvikles. I stedet for primærvalg afholder nogle stater, f.eks. Iowa, caucuses, som er egentlige valgmøder, der afsluttes med afstemninger.
Reglerne for primærvalgene varierer fra stat til stat.

### Nationalkonventet
Når de sidste primærvalg er overstået, afholder Demokraterne og Republikanerne deres nationalkonventer. Her deltager delegationer fra alle stater, hvor disse officielt vælger deres præsidentkandidat. Hver stat er her repræsenteret med adskillige delegerede, der stemmer ud fra primærvalgets resultat fra deres respektive stat.
Resultatet af den enkelte stats primærvalg opgøres på forskellig vis. Kandidaten kan enten få alle statens delegerede (såfremt der er et flertal) eller en procentdel af delegerede, der er repræsentativ for antallet af stemmer til den enkelte kandidat.
Hermed er valgkampen om præsidentposten reelt i gang. Formelt begynder den først på Labor Day, den første mandag i september.
| Politik | Spire Denne artikel om politik og ideologi er en spire som bør udbygges. Du er velkommen til at hjælpe Wikipedia ved at udvide den. |